# Мычельский, Михаил
Михаил (Ми́хал) Мычельский (иногда называется Мыцельский, пол. Michał Mycielski; род. 24 июня 1796, с. Кобылье Поле возле Познани — ум. 27 сентября 1849) — граф, польский боевой генерал, адъютант великого князя Константина Павловича, участник восстания в ноябре 1830—1831 гг.

## Биография
Внук Юзефа Мычельского.
В 1809 г. во время войны Варшавского герцогства с Австрией — офицер штаба командующего польскими силами в сражении при Грохове.
Участник наполеоновских войн 1812—1814 гг.
В 1815—1829 — служил капитаном в Войске Польском.
С 1824 состоял в свите великого князя Константина.
Член Патриотического клуба. В 1830—1831 гг. в чине подполковника командовал 2-м полком уланов 1 бригады 2 кавалерийской дивизии, затем — бригадой. Отличился в сражении под Доманицами, 10 апреля 1831 года, когда 2-й полк улан, состоявший их 4-х эскадронов под командованием генерала Людвика Кицкого и Михаила Мычельского, одержал победу над 10 эскадронами русских гусар, возглавляемых генералом Владимиром Сиверсом.
Позже был адъютантом предводителя польского ноябрьского восстания генерала Иосифа Хлопицкого.
Полковник M. Мычельский 3 — 20 марта 1831, будучи уполномоченным новым главнокомандующим польских войск Яном Скржинецким, вел переговоры с генералом-фельдмаршалом И. И. Дибичем. 3, 9, 12 марта польская сторона пробовала заключить соглашение, по которому Польша оставалась в состоянии, предшествующем восстанию, с конституцией Александра I, об общей амнистии участникам восстания. Переговоры не увенчались успехом.
После смерти генерала Людвика Кицкого в мае 1831 Михаил Мычельский был назначен командиром кавалерийской бригады с присвоением ему чина бригадного генерала.
3 марта 1831 был награждён Рыцарским Крестом ордена Virtuti Militari.

## Ссылка
- Janusz Staszewski.Generał Michał Mycielski i udział rodziny Mycielskich w powstaniu listopadowym. Poznań, 1930 (Seria: Życiorysy Zasłużonych Polaków Wieku XVIII i XIX (пол.)
- Кsięga pamiątkowa w 50-letnią rocznicę powstania roku 1830 zawierająca spis imienny dowódzców i sztabs-oficerów, tudzież oficerów, podoficerów i żołnierzy Armii Polskiej w tymż roku Krzyżem Wojskowym «Virtuti Militari» ozdobionych, Lwów, 1881, s. 91.